# Casa damunt el carrer Escrivania
La Casa damunt el carrer Escrivania és una obra de Valls (Alt Camp) protegida com a Bé Cultural d'Interès Local.

## Descripció
Edifici unifamiliar d'origen medieval, que inclou la casa-pont del carrer de l'Escrivania. Un dels murs que sustenten la casa-pont, conserva en la seva cantonada amb el carrer dels Jueus l'arrencada amb carreus de l'arc gòtic que tancava l'esmentat carrer en època medieval. L'aspecte actual d'aquest edifici correspon al segle xviii, tot i que s'hi han fet reformes al llarg dels segles XIX i XX, que l'han transformat quasi per complet.